# Dlouhokrčka Steindachnerova
Dlouhokrčka Steindachnerova (Chelodina steindachneri) je druh želvy z čeledi matamatovití. Jde o jeden z nejmenších druhů rodu Chelodina.

## Etymologie
Druhové jméno steindachneri (Steindachnerova) má na počest rakouského herpetologa Franze Steindachnera.

## Výskyt
Je endemitem Austrálie.
Žije ve sladkovodních řekách a sladkovodních bažinách.